# Thallophaga hyperborea
Thallophaga hyperborea là một loài bướm đêm trong họ Geometridae.